# Volker Remmert
Volker R. Remmert (* 1966 in Göttingen) ist ein deutscher Mathematik- und Wissenschaftshistoriker.

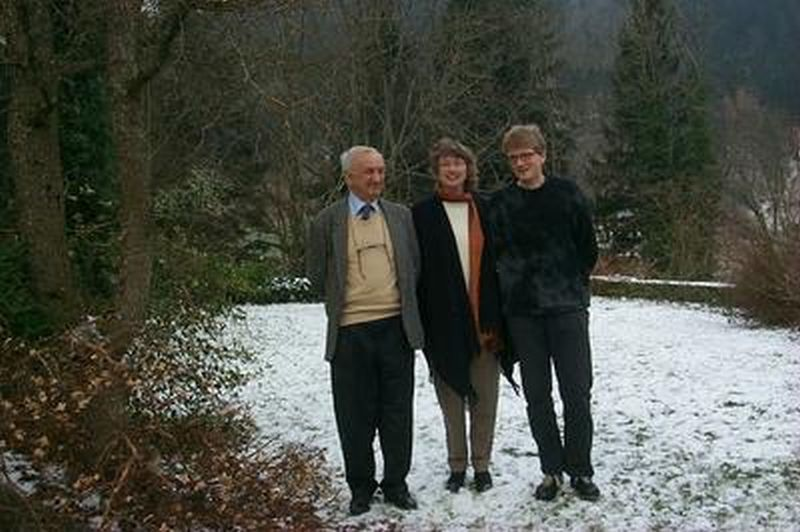
Volker Remmert (rechts) mit Kirsti Andersen und Enrico Giusti, Oberwolfach 2003

Volker Remmert, Sohn des Mathematikers Reinhold Remmert, studierte 1987 bis 1993 Mathematik und Geschichte an den Universitäten Freiburg, in Zürich und in Karlsruhe. 1993 machte er sein Mathematik-Diplom in Freiburg im Breisgau, wo er 1997 in Geschichte promoviert wurde. 2003 habilitierte er sich an der Universität Freiburg in der Schweiz in Neuerer Geschichte und wurde 2006 an die Universität Mainz umhabilitiert. Er war dort bis 2010 Privatdozent und wissenschaftlicher Mitarbeiter in der Arbeitsgruppe Geschichte der Mathematik und der Naturwissenschaften, dann 2010/11 Associate Professor am Department for Science Studies der Universität Aarhus in Dänemark. Er war zu Forschungsaufenthalten unter anderem an der Herzog August Bibliothek in Wolfenbüttel, am Warburg Institute in London als Frances-Yates-Fellow und am Dibner Institut für Wissenschaftsgeschichte des Massachusetts Institute of Technology. Seit 2011 ist er Professor für Wissenschafts- und Technikgeschichte an der Universität Wuppertal.
Als Mathematikhistoriker befasste er sich besonders intensiv mit der Geschichte der Mathematik unter dem Nationalsozialismus, zum Beispiel mit Wilhelm Süss, dem Gründer des Mathematischen Forschungsinstituts in Oberwolfach, und Gustav Doetsch, und mit der Geschichte des Verlagswesens im Bereich Mathematik. Er arbeitete auch über Mathematik und Astronomie in der frühen Neuzeit, besonders unter ikonographischen und kulturgeschichtlichen Aspekten und jesuitischen Wissenschaftlern.

## Schriften (Auswahl)
- Ariadnefäden im Wissenschaftslabyrinth: Studien zu Galilei. Historiographie – Mathematik – Wirkung (=Freiburger Studien zur Frühen Neuzeit Bd. 2). Lang, Bern 1997, ISBN 3-906759-58-X (Dissertation).
- Widmung, Welterklärung und Wissenschaftslegitimierung. Titelbilder und ihre Funktionen in der Wissenschaftlichen Revolution (= Wolfenbütteler Forschungen Bd. 100). Harrassowitz, Wiesbaden 2005, ISBN 3-447-05337-2.
  - englisch Picturing the scientific revolution. St. Joseph’s University Press, Philadelphia 2011, ISBN 978-0-916101-67-1.
- mit Ute Schneider: Eine Disziplin und ihre Verleger. Disziplinenkultur und Publikationswesen der Mathematik in Deutschland, 1871–1949 (= Mainzer Historische Kulturwissenschaften Bd. 4). Transcript, Bielefeld 2010, ISBN 978-3-8376-1517-3.